# Episodi di Investigatore offresi (sesta stagione)
La sesta stagione della serie televisiva Investigatore offresi è stata trasmessa in anteprima nel Regno Unito dalla Independent Television tra l'8 novembre 1972 e il 14 febbraio 1973.
| nº | Titolo originale         | Titolo italiano | Prima TV UK      | Prima TV Italia |
| -- | ------------------------ | --------------- | ---------------- | --------------- |
| 1  | The Bankrupt             |                 | 8 novembre 1972  |                 |
| 2  | Girl in Blue             |                 | 15 novembre 1972 |                 |
| 3  | Many a Slip              |                 | 29 novembre 1972 |                 |
| 4  | Mrs. Podmore's Cat       |                 | 6 dicembre 1972  |                 |
| 5  | The Man Who Said Sorry   |                 | 13 dicembre 1972 |                 |
| 6  | Horse and Carriage       |                 | 20 dicembre 1972 |                 |
| 7  | A Family Affair          |                 | 3 gennaio 1973   |                 |
| 8  | The Golden Boy           |                 | 10 gennaio 1973  |                 |
| 9  | The Windsor Royal        |                 | 17 gennaio 1973  |                 |
| 10 | It's a Woman's Privilege |                 | 24 gennaio 1973  |                 |
| 11 | Home and Away            |                 | 31 gennaio 1973  |                 |
| 12 | Egg and Cress Sandwiches |                 | 7 febbraio 1973  |                 |
| 13 | The Trouble with Jenny   |                 | 14 febbraio 1973 |                 |